# Mesothuria milleri
Mesothuria milleri is een zeekomkommer uit de familie Mesothuriidae.
De wetenschappelijke naam van de soort werd in 2012 gepubliceerd door Andrey Gebruk & Francisco Solis-Marin.